# Milo Urban
Milo Urban (pseudonymy Ján Rovňan ml., Podbabjagurský a jiné) (24. srpna 1904, Rabčice – 10. března 1982, Bratislava) byl slovenský spisovatel-prozaik, překladatel a novinář, jeden z nejvýznamnějších reprezentantů moderní slovenské literatury.

## Život
Narodil se v rodině hajného a vzdělání získal v Zázrivé, Polhoře, Trstené a v Ružomberku. Z rodinných důvodů musel studium přerušit a pracoval jako pomocný redaktor a úředník ve Spolku sv. Vojtěcha v Trnavě. Nakonec se rodinná i finanční situace zlepšila a on mohl pokračovat ve studiu na státní vyšší lesnické škole v Banské Štiavnici, ale studium předčasně ukončil pro další finanční problémy. Pracoval v časopise Slovenský národ v Bratislavě, v roce 1927 však zůstal po zániku časopisu nezaměstnaný a věnoval se hlavně vlastní literární činnosti. Byl redaktorem v časopise Vatra, později pracoval v periodiku Slovák. Od roku 1940 v době existence loutkového Slovenského štátu byl šéfredaktorem fašistického deníku Gardista. Před koncem druhé světové války i s rodinou emigroval do Rakouska, kde prožil dva roky v internačních táborech. V roce 1947 byl eskortován do ČSR, postaven před Národní soud a o rok později odsouzen za působení v novinách během války. Později se usadil v Chorvatském Grobě. V roce 1974 se přestěhoval do Bratislavy, kde se věnoval zejména překladům a později pokračoval ve vlastní literární tvorbě.

## Tvorba
Urbanova prozaická tvorba patří k trvalým hodnotám slovenského písemnictví. Psal realistické povídky a novely ze života horalů, romány z období druhé světové války. V trilogii Živý bič, Hmly na úsvite a V osídlach zachytil osudy obyvatelů hornooravského kraje ve 20. letech a 30. letech 20. století. Uměleckou a dokumentární hodnotou vynikají hlavně jeho knihy vzpomínek. Překládal z polské, německé (Thomas Mann) a české literatury (Karel Čapek). Na jeho dílo měli vliv hlavně Martin Kukučín a Svetozár Hurban-Vajanský, ale také Ján Kalinčiak a Pavol Országh Hviezdoslav, ze zahraničních autorů potom Fjodor Michajlovič Dostojevskij, Endre Ady, Petr Bezruč či Jiří Wolker.

## Dílo

### Povídky, novely a romány
- 1920 – Ej, ten tanec, povídka (vyšlo v časopisu Vatra)
- Nešťastník
- Už je pozde
- V zhone žitia
- Vanitas vanitatum
- Typograf
- 1922 – Jašek Kutliak spod Bačinky, novela
- 1926 – Za vyšným mlynom, toto dílo sa stalo předlohou k opeře Eugena Suchoňa Krútňava
- 1928 – Výkriky bez ozveny, sbírka novel
  - V súmraku
  - Štefan Koňarčík-Chrapek a Pán Boh
  - Rozprávka o Labudovi
  - Mičinova kobyla
  - Tajomstvo Pavla Hrona
  - Svedomie a Staroba
- 1932 – Z tichého frontu, sbírka novel
  - Skok do priepasti
  - Nie! 
  - Roztopené srdce
  - Pred dražbou
  - Drevený chlieb
  - Človek, ktorý hľadá šťastie
- 1927 – Živý bič, román (1. díl trilogie)
- 1930 – Hmly na úsvite, volné pokračování díla Živý bič (2. díl trilogie)
- 1940 – V osídlach, druhé pokračování díla Živý bič (3. díl trilogie)
- 1957 – Zhasnuté svetlá
- 1964 – Kto seje vietor
- 1996 – Železom po železe

### Memoárová literatura
- 1970 – Zelená krv: Spomienky hájnikovho syna
- 1992 – Kade-tade po Halinde
- 1994 – Na brehu krvavej rieky
- 1995 – Sloboda nie je špás

### Ostatní tvorba
- 1920 / 1921 – Zavrhnutý, báseň (vyšlo v časopisu Vatra)
- 1925 – Otroci predsudkov, divadelná hra (jen ukázka, která vyšla v časopise Slovenský národ)
- 1934 – Česká literatúra a Slováci, přednáška
- 1991 – Beta, kde si? , divadelní hra (rok inscenování, knižně nevydána)

### Překlady
- 1951 – výběr z ruských lidových pohádek
- 1954 – Igor Newerly: Pamiatka z celulózky
- 1959 – Aleksander Fredro: Pán Geldhab
- 1960 – Karel Čapek a Josef Čapek: Ze života hmyzu
- 1961 – Karel Čapek: Matka